# Công cụ linh hoạt
Dụng cụ linh hoạt là thiết kế và chế tạo các công cụ liên quan đến sản xuất như khuôn dập, khuôn ép, khuôn mẫu, các dụng cụ gá và kẹp chặt trong cấu hình nhằm tối đa hóa hiệu suất của công cụ, giảm thiểu thời gian và chi phí sản xuất và tránh chậm trễ trong việc tạo mẫu. Một phòng thí nghiệm dụng cụ linh hoạt đầy đủ chức năng bao gồm các thiết bị phay, tiện và bào CNC. Nó cũng có thể bao gồm các nền tảng sản xuất bồi đắp (chẳng hạn như chế tạo bằng sợi nóng chảy, thiêu kết laser chọn lọc, in li-tô lập thể, và thiêu kết laser kim loại trực tiếp), tạo hình bằng nước, tạo hình bằng chân không, đúc dập, dập tấm, ép phun và thiết bị hàn.
Dụng cụ linh hoạt tương tự như dụng cụ nhanh, trong đó sử dụng sản xuất bồi đắp để làm công cụ hoặc thay công cụ nhanh, hoặc trực tiếp bằng cách làm cho bộ phận mà phục vụ như là công cụ thực tế hoặc bộ phận của công cụ, như các mảnh khuôn, hoặc gián tiếp bởi các mẫu sản xuất đó là lần lượt được sử dụng trong một thứ quá trình sản xuất những công cụ thực tế. Một kỹ thuật tương tự khác là dụng cụ làm mẫu đầu tiên, nơi khuôn ép, khuôn dập và các thiết bị khác được sử dụng để sản xuất bản mẫu đầu tiên. Sản xuất nhanh, và đặc biệt là các công nghệ dụng cụ nhanh đã phát triển sớm hơn cả công nghệ tạo mẫu nhanh (RP), và thường được mở rộng của RP.
Mục tiêu của tất cả việc tạo công cụ là tìm ra các lỗi thiết kế sớm trong quá trình thiết kế; cải thiện sản phẩm thiết kế sản phẩm tốt hơn, giảm chi phí sản phẩm và giảm thời gian ra thị trường.

## Người dùng
Hàng trăm trường đại học và trung tâm nghiên cứu trên khắp thế giới đang đầu tư vào các thiết bị sản xuất bồi đắp để được định vị để tạo ra mẫu đầu tiên và biểu diễn xúc giác của các bộ phận thực. Rất ít người đã cam kết hoàn toàn khái niệm sử dụng sản xuất bồi đắp (AM) để tạo ra các công cụ sản xuất (đồ gá cố định, kẹp, khuôn ép, khuôn dập, mẫu, âm bản, vv). Các chuyên gia AM dường như đồng ý rằng công cụ là một thị trường lớn, chưa được khai thác. Báo chí Đại học Deloitte ước tính rằng chỉ trong năm 2012, thị trường Công cụ AM trị giá 1,2 tỷ USD. Tại thời điểm đó trong chu kỳ phát triển của Công cụ AM, phần lớn công việc được thực hiện dưới vỏ bọc "hãy thử và xem điều gì xảy ra".

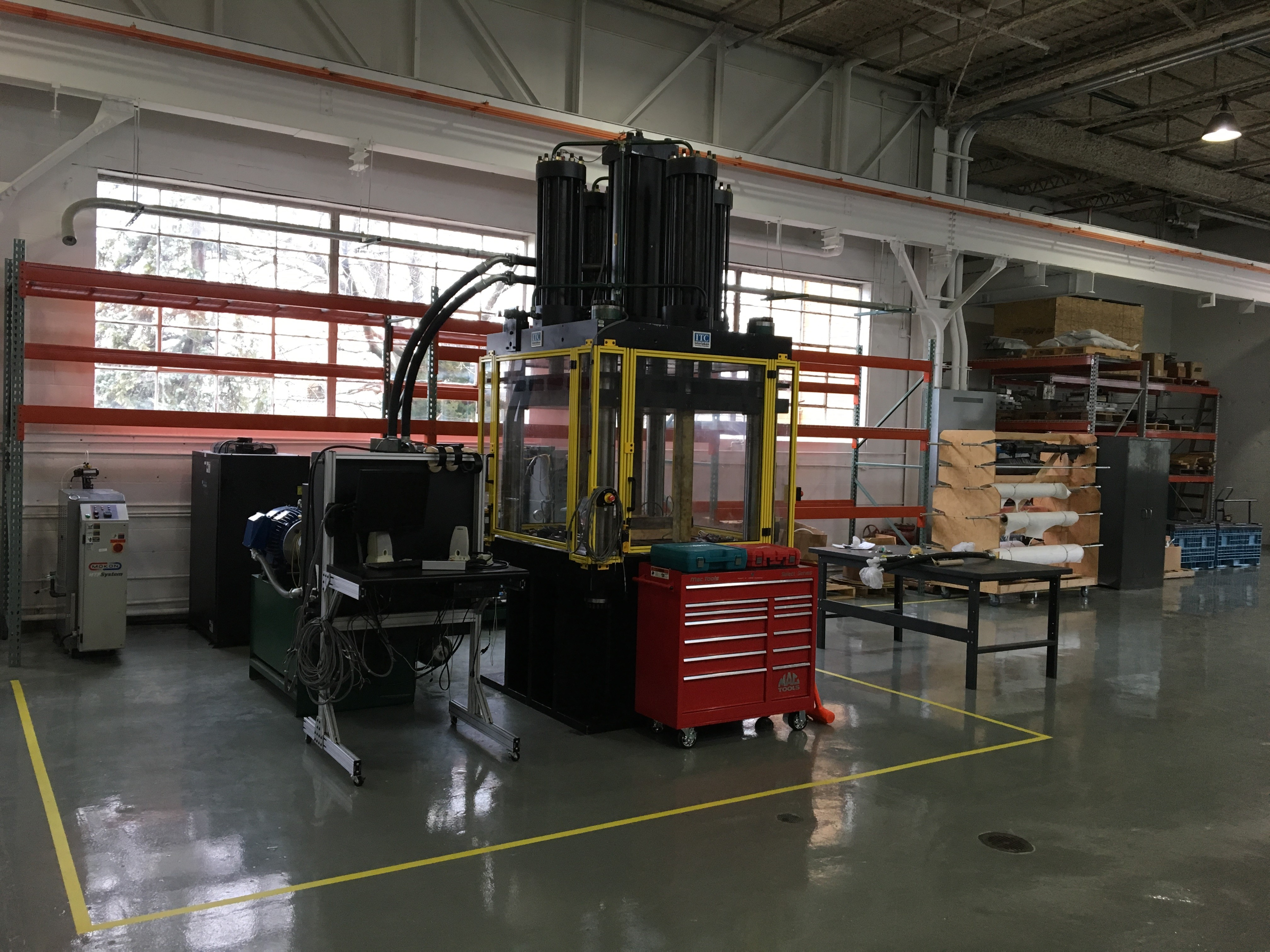
Tạo hình bằng nước xen lẫn dập truyền thống

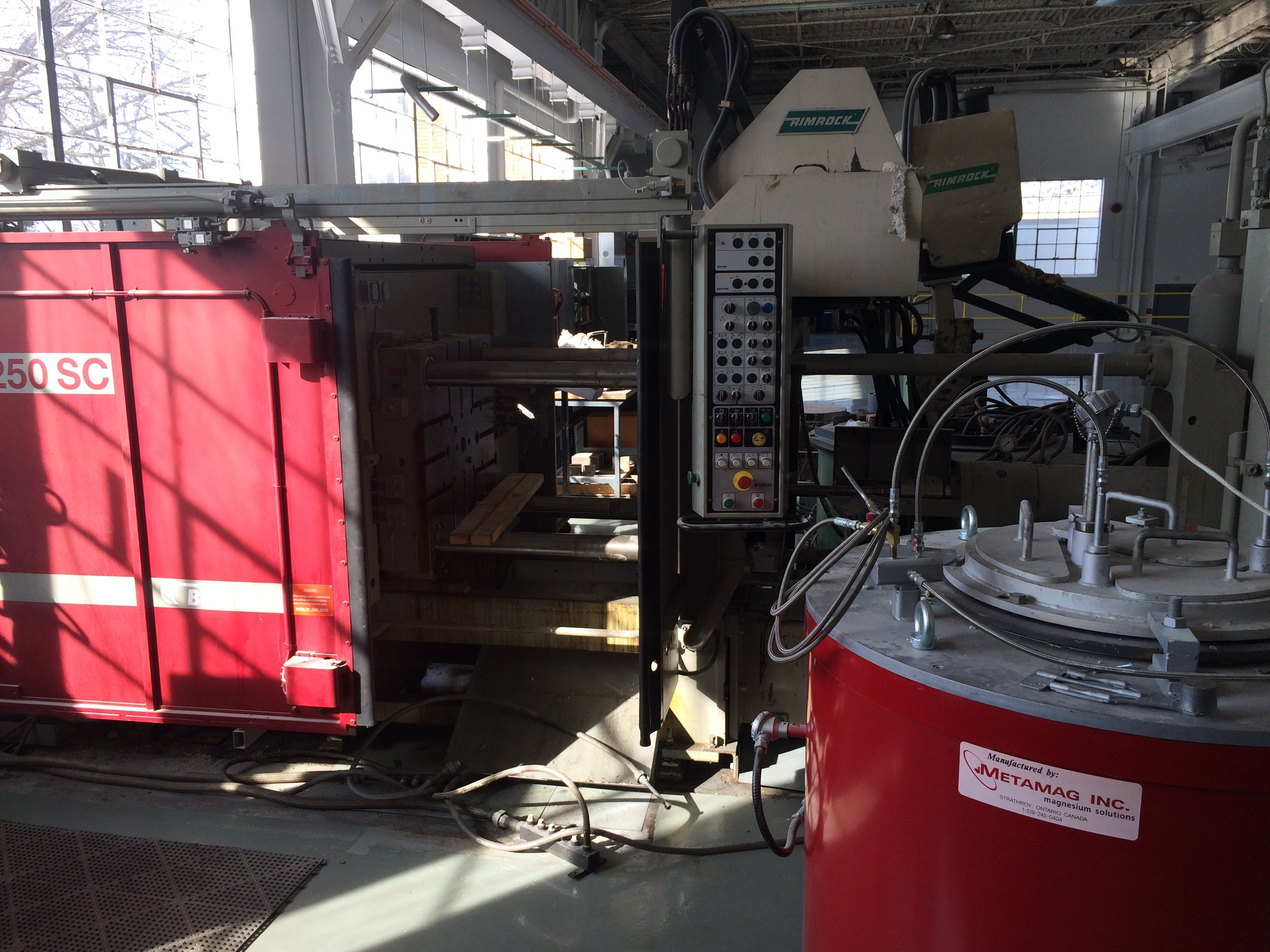
Đúc dập và dập đúc áp lực Buhler

## Ứng dụng công nghiệp
Sản xuất đắp dần, bắt đầu từ giai đoạn trứng nước ngày nay, đòi hỏi các công ty sản xuất phải linh hoạt, không ngừng cải thiện người dùng của tất cả các công nghệ có sẵn để duy trì tính cạnh tranh. Những người ủng hộ sản xuất đắp dần cũng dự đoán rằng vòng cung phát triển công nghệ này sẽ chống lại toàn cầu hóa, vì người dùng cuối sẽ tự sản xuất nhiều hơn là tham gia vào thương mại để mua sản phẩm từ người khác và các công ty khác. Tuy nhiên, sự tích hợp thực sự của các công nghệ đắp dần mới vào sản xuất thương mại là vấn đề bổ sung cho các phương pháp trừ truyền thống hơn là thay thế chúng hoàn toàn.
Ô tô - tiếp cận thị trường xe thích hợp (sản xuất ít hơn 100, 000 xe), thay vì sản xuất hàng loạt
Máy bay - ngành công nghiệp máy bay của Hoa Kỳ hoạt động trong môi trường có khối lượng sản xuất tương đối thấp và kết quả là chi phí sản phẩm tương đối cao. Công cụ linh hoạt có thể được áp dụng trong giai đoạn thiết kế ban đầu của chu trình phát triển để giảm thiểu chi phí thiết kế.
Y tế - dụng cụ đúc sẽ hưởng lợi rất nhiều từ công cụ linh hoạt. Tuy nhiên, chi phí cho các dụng cụ vẫn có thể lớn hơn đáng kể so với chi phí của một vật đúc, với thời gian chết cao. Vì chỉ cần vài chục hoặc vài trăm bộ phận kim loại là cần thiết, thách thức cho sản xuất hàng loạt vẫn còn phổ biến. Sự cân bằng giữa bốn lĩnh vực này - số lượng, thiết kế, chất liệu và tốc độ là chìa khóa để thiết kế và sản xuất một sản phẩm đầy đủ chức năng.